# シャルル・アンシヨン
シャルル・アンシヨン（フランス語: Charles Ancillon、1659年7月28日 - 1715年7月5日）は、フランス王国の法学者、外交官。

## 生涯
1659年7月28日、ユグノーの家族に生まれた。父のダヴィッド・アンシヨン（1617年 - 1692年）は1685年のフォンテーヌブローの勅令によりナントの勅令が廃止されたため出国を余儀なくされ、ベルリンのユグノーコミュニティの牧師になっていた。
アンシヨンはマールブルク、ジュネーヴ、パリで法律を学び、弁護士資格免許を得た。メスのユグノーからの要請でフランス王ルイ14世の宮廷にメスをナントの勅令の廃止から免除するよう求めたが、失敗に終わったため、ベルリンに向かって父と合流した。直後にブランデンブルク選帝侯フリードリヒ3世によりjuge et directeur de colonie de Berlin（ベルリン居留地の裁判官および長官）に任命された。アンシヨンはそれまでナントの勅令の廃止とその影響について著述したが、文筆が平凡で堅苦しく、選帝侯の信頼を得たのは著述からではなく性格からである。
1687年、Academie des nobles（貴族アカデミー、当時のプロイセンにおける主な教育機関）の学長に任命された。また大使館の顧問として、フリードリヒ3世がプロイセンの王の称号を獲得するための交渉に参加した。1699年、ザミュエル・フォン・プーフェンドルフの後を継いでフリードリヒ3世の修史家になり、同年には叔父のジョゼフ・アンシヨン（1629年 - 1719年）の後を継いでブランデンブルク全体のフランス人難民の裁判官に任命された。
1715年7月5日に死去した。

## 評価
ブリタニカ百科事典第11版によると、アンシヨンの主な功績はプロイセンの教育への貢献、そしてゴットフリート・ライプニッツとともにベルリン・アカデミーを創設したことだったという。多くの著作を残したが、最も価値が高かったのは1690年にベルリンで出版されたHistoire de l'etablissement des Francais refugies dans les etats de Brandebourg（『ブランデンブルク国におけるフランス人難民の定住史』）だったという。ほかにも1688年にL'irrévocabilité de l'édit de Nantes（『ナントの勅令の取消し不能』）を著述した。